# 森卡山
13°27′26″S 72°0′20″W / 13.45722°S 72.00556°W

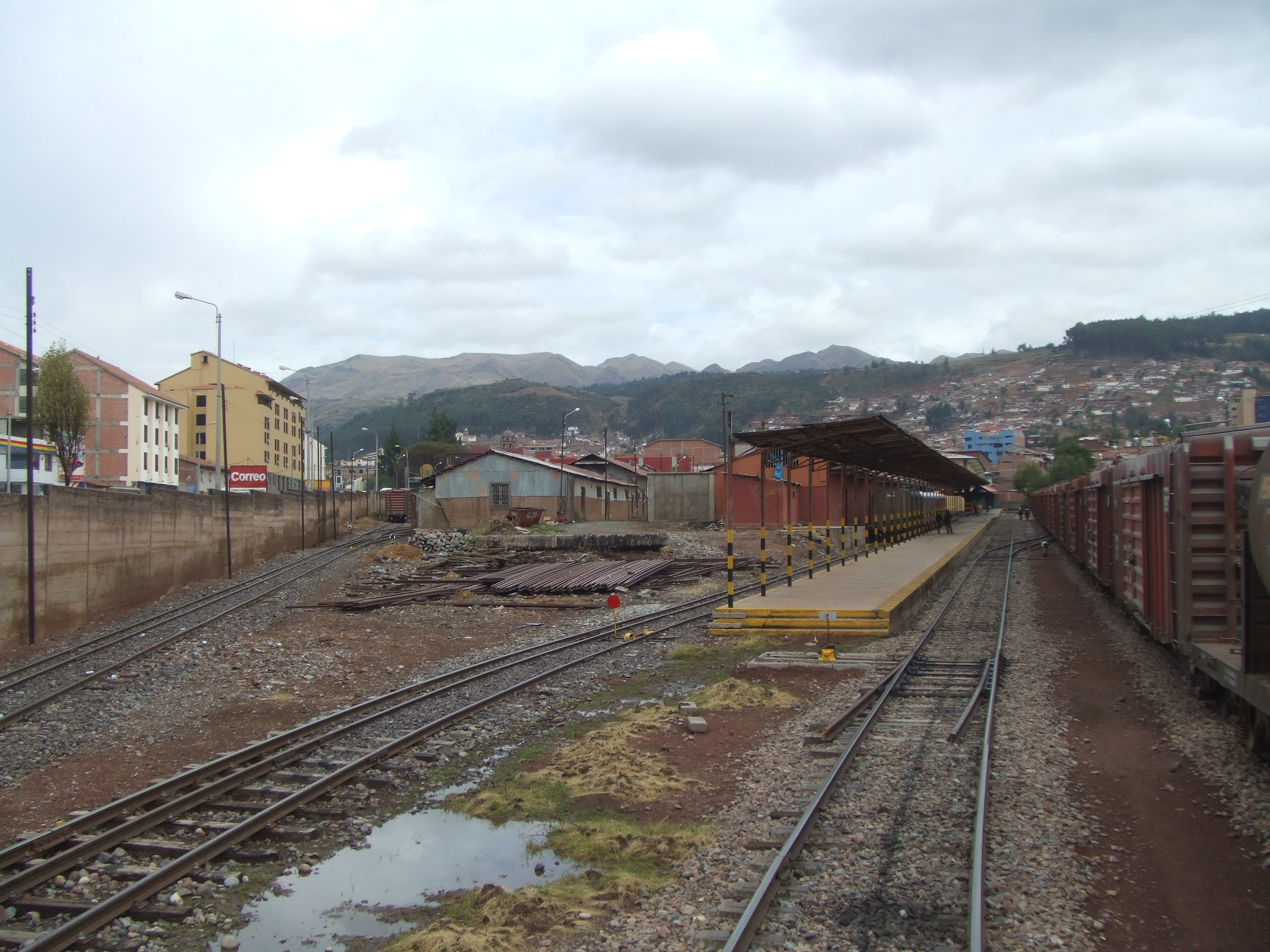

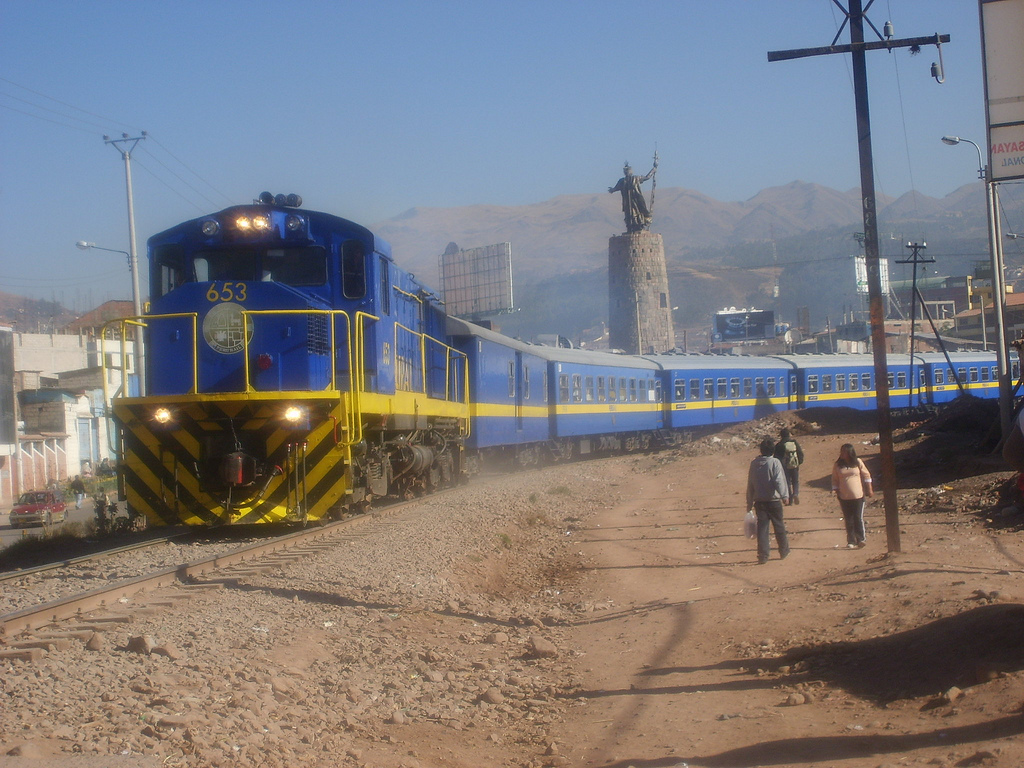

森卡山（Sinqa），是秘魯的山峰，位於該國南部庫斯科大區的庫斯科省和安塔省，處於庫斯科西北面，屬於安第斯山脈的一部分，海拔高度4,423米。